# Stefano Cioppi
Stefano Cioppi (Pesaro, 15 giugno 1971) è un allenatore di pallacanestro e dirigente sportivo italiano.

## Carriera
L'ultima squadra allenata è stata l'Aurora Basket Jesi nella stagione 2012-2013. In precedenza ha diretto anche la Scavolini Pesaro (in totale cinque partite nella stagione 2002-2003 e Imesa Osimo.
Dalla stagione 2013-14 alla stagione 2023-24 è stato direttore sportivo della Victoria Libertas Pesaro.